# 誰にも言えない
誰にも言えない（だれにもいえない）は
1. 1993年のテレビドラマ。本項目で詳述。
2. 2006年7月3日・10日のドラマ『中学生日記』のタイトル。
3. 2010年11月30日に白泉社から出版されたシギサワカヤによる日本の漫画作品。

『誰にも言えない』（だれにもいえない）は、1993年7月9日より9月24日まで毎週金曜日22:00 - 22:54に、TBS系列の「金曜ドラマ」枠で放送されていた日本のテレビドラマ。主演は賀来千香子。

## 概要
前年の1992年に大ヒットしたドラマ『ずっとあなたが好きだった』の脚本家・君塚良一とプロデューサー・貴島誠一郎が再びコンビを組んで送り出したサスペンス調の恋愛ドラマ。
妻がいながらも、かつての恋人に異常な執着心を発揮する麻利夫は、その常軌を逸した言動が『ずっとあなたが好きだった』の冬彦以上に強調されている。最終的には、物語は自分自身の理不尽な愛に葛藤する麻利夫の苦悩にまで迫っていくことになる。
高木麻利夫の言動は、現在のストーカーの概念に、ほぼあてはまる。そして劇中で語られる彼の育った環境も、そういったトラブルを引き起こす性格が形成されやすい状況である。
後年、君塚は著書で「次回予告を視聴者が見て引きつけられそうなシーンをいくつか作り、それを組み合わせて本編のストーリーを作っていった」と語っている。
『ずっとあなたが好きだった』を意識したシーンが多数登場し、最終的に両作の設定上の意外なつながりが明かされることが物語の鍵となっている。1993年の12月29日と12月30日の16:00〜17:54に放送された『誰にも言えない 総集編』には賀来千香子が『ずっとあなたが好きだった』の登場人物、美和として登場するシーンが新撮影部分として追加された。
放映終了後に発行されたノベライズ版では、加奈子・麻利夫らは1950年代後半生まれと設定され、加奈子が秘密を知った経緯がテレビドラマとは異なっている。
『ずっとあなたが好きだった』同様好調な視聴率を叩き出し、初回24.9%（関東地区）と好発進した勢いが衰えることなく、最高視聴率は33.7%（関東地区、年間第2位）であった（関西では最高視聴率39.3%で年間最高視聴率）。TBSの年間最高視聴率を獲得した。この作品が放映された1993年はドラマの当たり年で、民放テレビドラマで最高視聴率30%以上が当該作を含め5本も出た。
主題歌は松任谷由実が「真夏の夜の夢」を提供。『ずっとあなたが好きだった』の主題歌だったサザンオールスターズの「涙のキッス」同様大ヒットし、ミリオンセラーを記録した。
1992年10月から「金曜ドラマ」のスポンサーを務めたサントリーは、この作品に関してはPT扱いで、この作品終了をもってスポンサーから降板。時期を同じくしてTBS系で始まった土曜 23:30から放送の『極楽自由区』や、続いて始まった『チューボーですよ!』の筆頭スポンサーとなった。
1994年1月28日に「誰にも言えない MEMORIAL 1」「誰にも言えない MEMORIAL 2」としてVHSリリースがされているが、これは1993年末に放送された総集編をソフト化したもので、全12話を最初から最後まで見られる完全版の形態では長らく商品化されず、地域ごとの平日夕方の17:00〜17:55の再放送枠での不定期放送でしか視聴ができなかった（現在は報道番組JNN Nスタを編成するため、廃枠）。しかし、2012年2月24日にメディアファクトリーから全12話を収録したDVD-BOX（DVD6枚組）が発売され、同日にレンタルも開始された。レンタルでは1枚単位から借りることが可能なほか、DVD化以前から2009年より配信開始されていたTBSオンデマンドやParaviを始めとした動画配信サイトでは1話単位からの購入・視聴が可能となっている。
主題歌が流れるオープニングでは、撮影に使用されたマンション街の敷地を、加奈子が何者かからずっと走り逃げ惑う様子を、終始1カメラで追い続けるという当時としては画期的な演出がされていた。また、劇中で流れる主題歌の使用部分が第6話までと第7話以降ではラストでの曲の流れる部分が変わっている。第6話まではAメロの部分のオリジナル・カラオケが、第7話以降は2番サビ終わりからの大サビに向けてのシンセとドラムの演奏部分が使用されている。
また、オープニングも、第6話まではドラマタイトル+BGM→CM→主題歌の流れるタイトルバック→ドラマ本編だったが、第7話からはドラマ本編→提供スポンサークレジット→CMという構成に変わっていた。
劇中のフリーマーケットの出品物として「たまのれん」（野際と佐野が義理の親子役を演じた前クール作品『ダブル・キッチン』の小道具）が登場したり、美雪の職業がスチュワーデス（山咲が『スチュワーデス物語』で日本航空の訓練生役を演じた）であったりと、過去のTBSドラマを彷彿とさせる場面が随所に見られる。そのためスタッフクレジットの終盤では『ダブル・キッチン』の脚本家である西荻弓絵が企画協力としてクレジットされている。

## 登場人物

### 主要人物
松永（北沢） 加奈子
演 - 賀来千香子
新潟出身で短大入学と同時に上京し、卒業後はデパートに就職。そこで来店客として知り合った麻利夫と交際。未婚で妊娠するが、別れを告げられたことから中絶した。
高校在学中にも中絶手術の経験があり、2回目の中絶と同時に医師から「妊娠しにくくなっている」と告げられている。その後に不動産仲介業の事務員に転職。部屋探しにやって来た伸吾と揉めたことがきっかけで親密になり結婚。伸吾には内緒で不妊治療に通っていたが、隣に越して来た麻利夫から付きまとい行為・それに伴う周囲の誤解を受け悩んでいた。のちに麻利夫に監禁された際に反撃し傷害事件となるが、警察で正当防衛が認められる。事件解決後に転居し伸吾との間に双子の女児を出産する。最終回終盤で麻利夫夫婦と海辺の神社前で再会。夫婦と子供に訪れた苦難を知ることになる。
前作（『ずっとあなたが好きだった』）と加奈子の関係性は西田美和（演 - 賀来千香子）と大岩洋介（演 - 布施博）との「実子」。加奈子には「兄」がおり、その兄が美和と桂田冬彦（演 - 佐野史郎）との子供。全てが「輪廻」で因果であること、兄はすでに死亡していることが、最終話内で加奈子自身から語られている。
山田（高木） 麻利夫
演 - 佐野史郎
加奈子の元恋人で弁護士。父親は高校生の時に交通事故死している。加奈子と交際し出した時は32歳。交際していた加奈子から妊娠を告げられるも、同時期に担当した裁判で知り合った美雪を騙し結婚。山田書房の社長の座と同時に加奈子との復縁を狙い住所を突き止め、隣の部屋へ引越し、エキセントリックな言動で周囲を恐怖に陥れる。言葉巧みに周囲を丸め込んでゆく策略家だが、のちに加奈子への気持ちがエスカレート。山田書房の社長に就任してからも加奈子が忘れられず、会議中に失態を演じ、愛子に「あなたには社長としての才能がない」と責められてしまう。
拉致監禁・放火などを引き起こしたことが元で山田家を破綻寸前に追い込み、激怒した愛子から離婚を要求されるが美雪の気持ちを知り、やり直しを決意。加奈子には少年期の家庭環境・亡くなった父との確執・自分を捨て、駆け落ちをした母への思い、そして加奈子が母の面影を持つ理由などを打ち明ける。のちに生まれた子供と共に逗子の海岸付近へ移住。社員として残留した山田書房の社内にて、著作権を始めとする法律関連の部署に配属されていることが自身のセリフで語られる。息子は美雪の出産直後に発育に遅れが見られる障害を持って生まれた事が明かされており、美雪と共にその過酷な運命を受け入れ、施設には入れずに自身達の力だけで育て上げ、日々を乗り越えてきた。その息子の存在で成長し、最終回終盤では良き父となっている。ノベライズ版では、1957年3月28日生まれ。母の名は芳江と設定されている。
前作（『ずっとあなたが好きだった』）の桂田冬彦（演 - 佐野史郎）が美和と離婚した後、再婚相手の女性との間に設けた「実子」であることから、加奈子の兄と麻利夫は「異母兄弟」の関係に当たる。最終話内で加奈子自身から語られ、真実を知ることになる。
松永 伸吾
演 - 羽場裕一
加奈子の夫。静岡出身。さっぱりした気性・お人好しながら体育会系的な面と同時に、不可抗力による前科やゲイを疑われたり、大学への進学を断念させられたりしたという過去などもあり、思慮の浅さ・学歴などへのコンプレックスが見受けられる。麻利夫の罠にはまり、山田書房へ転職し社長室関連の業務を担当したこともあるが、加奈子から秘密を打ち明けられた直後、麻利夫に対して毅然と立ち向かう。退職後は知人の紹介でスポーツ用品の営業へ。同時に転居を決意する。新居購入に関しては2回とも実家から援助を受けていた様子。趣味は釣りなど。
山田 美雪
演 - 山咲千里
一見、誠実そうな麻利夫の態度に心惹かれ結婚を決意。一人っ子だった為に山田家の跡取りとして育てられたが、結婚後もスチュワーデスの仕事を続けており、出版社の業務に携わっていた様子は見られない。
母親に対して依存心が強いことと同時に、加奈子に対して嫉妬心と憎悪に近い感情を抱き、後に麻利夫と加奈子の過去を知ると「嘘をついた」ことで麻利夫に強烈なおしおきを据えるなど、ワガママで甘えん坊な印象があるが、基本的には明るい性格で麻利夫に対して健気な想いを抱いており、トラブルを理由に離婚を強要した母に反発。やり直しと母からの自立を決意する。男児を出産するも、障害を持って生まれた事が明らかとなり、運命に翻弄されるが、麻利夫と共に自身達の力だけで子育てを行ってきた。その経験から出産後は穏やかな性格となり、再会した加奈子に笑顔を見せた。障害を負った子供が加奈子の子ども達と遊ぼうと、初めて自身の力で立ち上がり、麻利夫夫婦の元へ向かう場面がある。絵心がある。
山田 愛子
演 - 野際陽子
山田書房の社長で美雪の母。実業家としてのプライドは高いが、引っ越しの際、配送員に嫌味を言うなど高慢な面、美雪に対して甘い面と占いを信じ込んでしまう面から、周囲が見えなくなりヒステリックになってしまうことも多く、誤解から加奈子を敵視。身辺調査をした上で罵倒したり、伸吾との離婚を強要する等、さまざまな嫌がらせを展開する。後に麻利夫を社長に昇格させ、自身は会長に就任するが、彼の起こしたトラブルに巻き込まれ失脚。反逆者に企業を乗っ取られてしまう（以前、麻利夫に弁護を依頼した社内クーデターの生き残り）。美雪からの自立宣言を受けた後、山田書房に残留しメセナ部門を担当。穏やかな性格に変貌したと麻利夫のセリフで語られている。

### その他
栗林 俊治
演 - そのまんま東（現・東国原英夫）
加奈子達の住むマンションの自治会長。証券会社で営業マンだったが、総務に配転になっている事が台詞で語られる。和美から「しゅんちゃん」と呼ばれている。和美とは再婚で家族を大事にしている。
栗林 和美
演 - 中村綾
栗林の妻で加奈子の友人。話好きで気さくな性格。既婚者だった俊治の子を妊娠という形で結婚した様子。加奈子に嫌がらせをする愛子に抗議したり、麻利夫に拉致監禁された加奈子を救助に向かうなど大胆で心優しい面、涙もろい面がある。娘の名は理恵。
森岡 真一
演 - 長谷川初範
加奈子が不妊治療に通う産婦人科の医師。のちに伸吾に対しても不妊の原因があると指摘。夫婦揃っての治療を勧めている。
松永 実加・由加
演 - 佐藤ニキ・佐藤里奈
加奈子と伸吾の間に生まれた双子の女児。4歳。家族で海に遊びに来た際、麻利夫の家族と出会う。誠を遊びに誘うなど優しく活発な性格。
山田 誠
演 -望月貴冬
麻利夫と美雪の間に生まれた男児。もうすぐ4歳になるが、生まれながらに発達障害があり、喋ることも自力で歩くことも儘ならない。しかし、実加・由加に遊びに誘われ、二人を眩しそうに見つめたあと自ら砂浜をハイハイして追いかけ、初めて自力で立ち上がって歩き出そうとした。

## スタッフ
- 企画協力 - 西荻弓絵
- 脚本 - 君塚良一
- プロデュース - 貴島誠一郎
- 演出 - 生野慈朗、横井直行、福澤克雄
- 音楽 - 小林武史
- 主題歌 - 松任谷由実「真夏の夜の夢」
- プロデュース補 - 植田博樹
- 演出補 - 福澤克雄
- 製作著作 - TBS

## 放送日程
| 話数                                                       | 放映日  | サブタイトル                   | 演出     | 視聴率 |
| ---------------------------------------------------------- | ------- | ------------------------------ | -------- | ------ |
| 第1話                                                      | 7月09日 | 私を凌辱した男                 | 生野慈朗 | 24.9%  |
| 第2話                                                      | 7月16日 | 隣に棲む悪魔                   | 生野慈朗 | 19.9%  |
| 第3話                                                      | 7月23日 | 罠に堕ちていく夫               | 横井直行 | 17.0%  |
| 第4話                                                      | 7月30日 | 不幸を呼ぶ蛇                   | 横井直行 | 23.1%  |
| 第5話                                                      | 8月06日 | 恥ずかしい写真                 | 生野慈朗 | 19.1%  |
| 第6話                                                      | 8月13日 | 八月の濡れた抱擁               | 生野慈朗 | 20.7%  |
| 第7話                                                      | 8月20日 | 深夜のお仕置き                 | 横井直行 | 21.8%  |
| 第8話                                                      | 8月27日 | お義母さんが好き               | 福澤克雄 | 24.7%  |
| 第9話                                                      | 9月03日 | 夫をレイプした男               | 生野慈朗 | 26.1%  |
| 第10話                                                     | 9月10日 | 地獄に堕ちる蛇                 | 横井直行 | 26.6%  |
| 第11話                                                     | 9月17日 | 加奈子の逆襲                   | 生野慈朗 | 27.6%  |
| 最終話                                                     | 9月24日 | 運命は巡る!悲劇のREINCARNATION | 生野慈朗 | 33.7%  |
| 平均視聴率 23.8%（視聴率は関東地区・ビデオリサーチ社調べ） |         |                                |          |        |

- 関西地区での最高視聴率39.2%（最終回）。
- TBS系列の無い秋田県では秋田放送で土曜の16時から15日遅れで放送。TBS(関東ローカル)では2005年2月、静岡放送・東北放送では2005年3月に再放送された。

## 音楽
『TBSドラマ・オリジナル・サウンドトラック』（小林武史）
- 『誰にも言えない』『ダブル・キッチン』『ずっとあなたが好きだった』の音楽を全て担当した小林武史のドラマ劇伴をまとめた音楽集。ジャケットと収録数で実質本作メインのオリジナル・サウンドトラックとなっている。

『Say Si Si』 Brute Force Steelband
- 麻利夫のテーマともいえる愛聴レコードによる劇中BGM。長年CD化されず希少品であった。